# Bogdan Simion
Bogdan Mihai Simion (n. 29 aprilie 1991, Râmnicu Vâlcea, Vâlcea, România) este un artist român, culegător de muzică tradițională și lăutar, unul dintre ultimii cântăreți la cobză din România.

## Biografie
S-a născut în data de 29 aprilie 1991 la Râmnicu Vâlcea. A început să studieze cobza la vârsta de 15 ani cu lăutarul Constantin Gaciu la Slatina. A studiat la Colegiul Național „Alexandru Lahovari” din Râmnicu Vâlcea, ale cărui cursuri le-a absolvit în anul 2009. Și-a continuat studiile la Facultatea de Litere a Universității din București unde a obținut licența în Studii Culturale Europene, în anul 2012, și masterul în Cultură și Politică în Context European și Internațional, în anul 2014. A obținut titlul de doctor de la aceeași facultate, cu teza intitulată Imaginea regelui Carol I în presă: antidinastici și pro-carliști.
În anii 2010, a călătorit prin România, culegând cântece lăutărești și învățând de la puținii cobzari rămași în viață.

## Activitate profesională
A fost membru fondatorul al formației Antrepriza Muzicală, alături de naistul Victor Matei, unul din discipolii lui Gheorghe Zamfir, fiind activi între anii 2008 și 2010. A făcut parte din formația Banda Agurida a Loredanei Groza și a colaborat cu Mihai Mărgineanu, Taraf de Haidouks și Les Elephants Bizarres. A susținut concerte de muzică lăutărească cu formația Lăutarii de mătase.
A lucrat la coloana sonoră a documentarelor Flavours of Romania și Wild Carpathia realizate de jurnalistul britanic Charlie Ottley.
La 1 mai 2021, a publicat albumul Valahia în Demol, alcătuit din cântece din Muntenia și Oltenia anilor 1800. Albumul a fost produs de Adrian Despot.

## Discografie
- Valahia în Demol (2021)[19]
- Drum pavat cu bolovani (2023)